# Johann Friedrich Klett

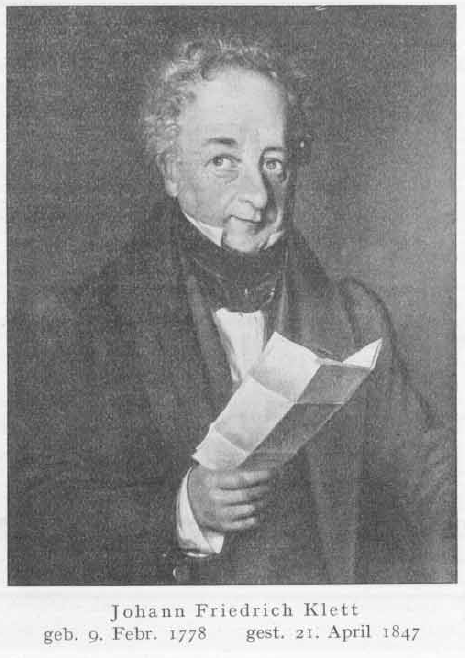
Johann Friedrich Klett

Johann Friedrich Klett (* 9. Februar 1778 in Zella St. Blasii; † 21. April 1847 in Nürnberg) war ein deutscher Techniker und Unternehmer, Gründer mehrerer Unternehmen in Nürnberg.

## Leben
Nach 1805 eröffnete Klett ein Manufakturwarengeschäft in Verbindung mit dem Vertrieb von Nürnberger Spielwaren, später vertrieb er eine Zeitlang Spiegel, handelte mit Hopfen und beteiligte sich an Geldgeschäften aller Art.
1833 beteiligte er sich an einer Kammgarnspinnerei, die er jedoch bald wieder auflöste. In den Gebäuden dieser Spinnerei eröffnete er 1838 eine Maschinenfabrik, in die später die Engländer James Edward Earnshaw aus Dundee, John Hooker aus Canterbury und Wharton Rye aus Manchester eintraten. Mit diesen gründete Klett unter dem Namen "Klett & Co." eine Fabrikgesellschaft. Hauptsächlich befasste sich die Firma mit dem Bau von Dampfkesseln und Dampfmaschinen. Die erste Dampfmaschine, die nach Earnshaws Entwurf für den eigenen Betrieb gebaut wurde, war eine so genannte Säulenmaschine mit 10 PS.

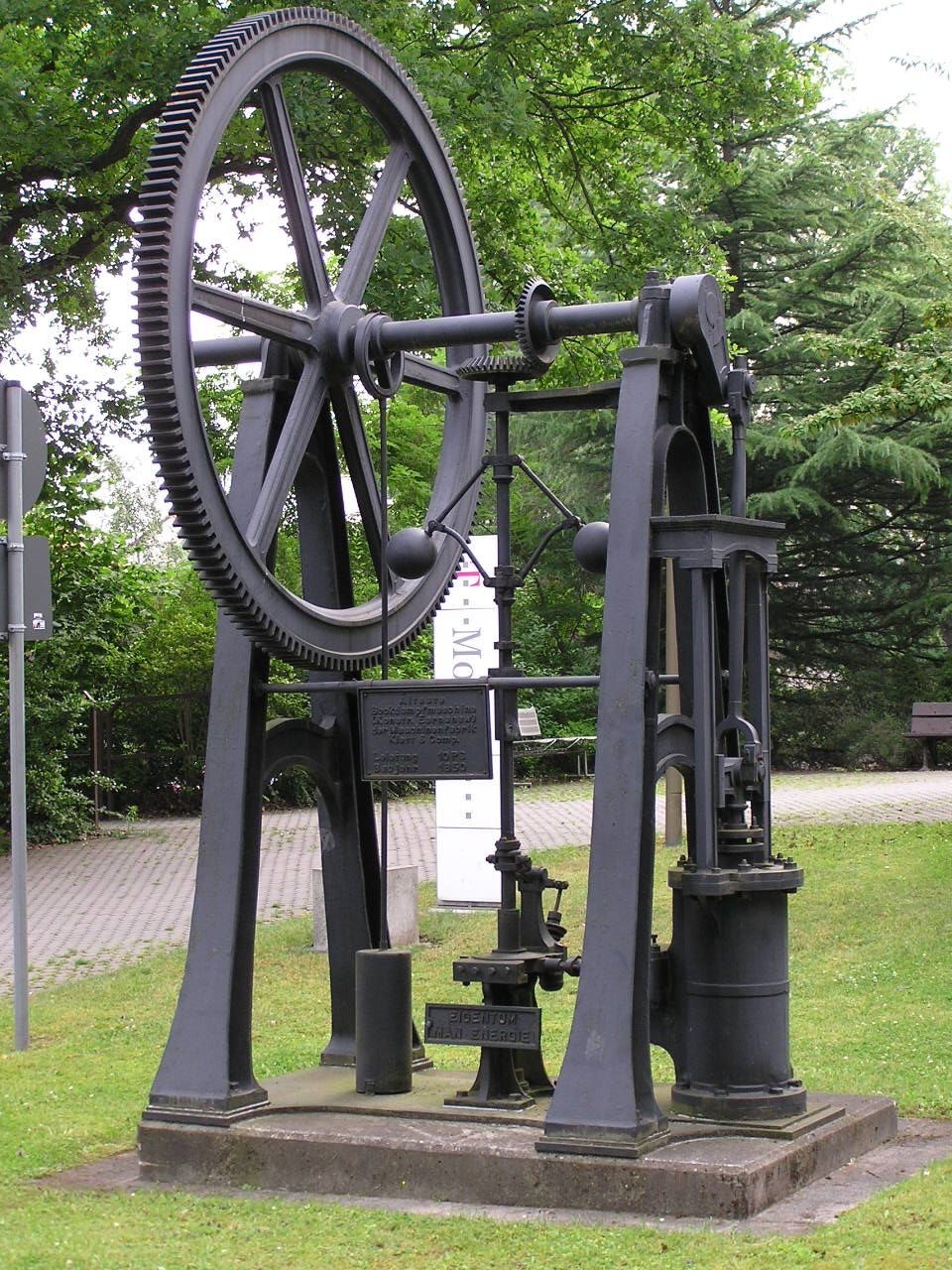
Älteste Bockdampfmaschine der Maschinenfabrik "Klett & Comp." von 1850

Im Jahre 1841 begann er mit der Fertigung von Eisenbahnzubehör (in Anlehnung an den im Jahre 1835 erfolgten Bau der ersten deutschen
Eisenbahnstrecke von Nürnberg nach Fürth), Dampfmaschinen und anderen Industrieausrüstungen.
Nach seinem Tod 1847 übernahm sein Schwiegersohn Theodor von Cramer-Klett den Betrieb, aus dem später die Maschinenfabrik Augsburg-Nürnberg MAN hervorging.

## Gesellschaftsvertrag vom 17. Februar 1842
zwischen dem Kaufmann und Banquier Joh. Friedrich Klett und den Herren James Edward Earnshaw aus Dundee (Schottland), John Hooker aus Canterbury (England) und Wharton Rye aus Manchester (England) über den Betrieb einer Eisengießerei und Maschinen-Fabrik:
§1 (der insgesamt 15 Paragraphen lautet): "Herr Kaufmann und Banquier J.F. Klett nimmt als Eigenthümer der Concession die vorbenannten drei Herren Fabrikanten Earnshaw, Hooker, Rye als Compagnons in dieses Geschäft auf und gestattet, daß derselbe unter dem Firmennamen Eisengießerei Klett & Comp. für gemeinschaftliche Rechnung und Gefahr geführt werde."
Rye wurde als "Faktor und Prokuraträger" bestellt. Der Vertrag wurde rückwirkend auf 1. Juni 1841 für zunächst 10 Jahre abgeschlossen. Bezüglich der finanziellen Beteiligung wird bei Bösch angegeben, dass Klett mehr als 10.000 fl (Gulden), die Engländer geringere Summen eingelegt haben. Von Earnshaw werden nur 100 fl angegeben, während er selbst später (in seinem Niederlassungsgesuch von 1845) schreibt, dass er sich mit 2000 fl beteiligt hätte.